# Creusa
|  | No s'ha de confondre amb Creüsa. |

Creusa (Astúries, s. VIII) fou una noble del regne d'Astúries, muller del rei Mauregat.
Se'n desconeixen els orígens, hom l'ha situat com a propietària de terres a la zona de Mieres i Proaza, a la localitat de Fabar. És considerada la muller del rei Mauregat, fill bastard d'Alfons I d'Astúries i que, tradicionalment, hom afirma va aconseguir el tron d'Astúries de forma il·legítima.
El nom de Creusa està documentat en una donació datada tardanament el 30 d'octubre de 863 vinculada a l'església de San Pedro de Traspeña (Proaza) o a San Pedro de Nora (Les Regueres). Aquest document ha estat posat en dubte amb partidaris i detractors de la seva autenticitat, cosa que ha fet que s'hagi qüestionat l'existència de Creusa. No obstant això, a més d'aquest document, a d'altres hi consta una domna Creusa, vinculats a la mateixa zona on se li suposen les propietats, i obriria la possibilitat de parentesc amb la família de Gladila, abat i, més tard, bisbe de Braga. El mateix document de 863 indica que Creusa i Mauregat van tenir un fill anomenat Hermenegild.